# Haruna Niyonzima
Haruna Niyonzima, född 5 februari 1990 i Gisenyi, är en rwandisk fotbollsspelare. Han har spelat för APR i hemlandet, där han vann ligan tre gånger. Mellan 2011 och 2015 spelade han i Young Africans från Tanzania.
Mellan 2006 och 2022 spelade Niyonzima 110 landskamper och gjorde sex mål för Rwandas landslag.